# Fox School of Business and Management
Fox School of Business est l’école de commerce (business school en anglais) dépendant de l'université américaine Temple University située à Philadelphie en Pennsylvanie. Sa dénomination officielle est Richard J. Fox School of Business and Management.
Fondée en 1918, l'école dispose de quelque 7000 étudiants, 195 professeurs à temps plein et plus de 60 000 diplômés, dont environ les deux tiers vivent et travaillent à Philadelphie ou son agglomération. Fox School est le plus grand établissement universitaire délivrant un Master of Business Administration (ou un diplôme équivalent) dans la région de Philadelphie. Le doyen actuel de l'école est le Dr M. Moshe Porat.

## Formations
Fox School of Business propose plusieurs programmes délivrant un Master of Business Administration (ou MBA) mais également des programmes délivrant des diplômes de master et de doctorat (PhD), notamment en comptabilité, finance, marketing, commerce international, entrepreneuriat, gestion des systèmes d'information, gestion des risques et assurance, gestion stratégique, etc.
L'école a été accréditée par l’International Association for Management Education (actuellement The Association to Advance Collegiate Schools of Business (AACSB)) en 1973. Le programme de doctorat en économie a été créé en 1976.

## Historique[3]
- 1918: Fondation de l’établissement
- 1934: Obtention de l’accréditation AACSB International pour les programmes de licence
- 1942: Lancement du programme de MBA
- 1973: Obtention de l’accréditation AACSB International pour les programmes MBA
- 1976: Lancement et obtention de l’accréditation AACSB International pour les programmes de doctorat
- 1999: L’établissement est renommé en l'honneur de Richard J. Fox
- 2009: La Fox School of Business inaugure Alter Hall, un nouveau bâtiment d'un coût de 80 millions de $ d'un surface de 19 000 mètres carrés sur 7 étages, équipé de classes intelligentes, une salle de trading, et un incubateur d'entreprise.